# Feng Zhigang
Feng Zhigang (冯志刚S, Féng ZhìgāngP; Wuhan, 29 novembre 1969 – Wuhan, 7 luglio 2011) è stato un calciatore cinese, di ruolo difensore.

## Palmarès

### Club

#### Competizioni nazionali
- China League One: 1

Qianwei Huandao: 1996